# Viện kiểm sát nhân dân cấp cao tại Hà Nội
Viện kiểm sát nhân dân cấp cao tại Hà Nội (Viện cấp cao 1) là Viện kiểm sát nhân dân cấp cao tại Việt Nam có trụ sở tại Hà Nội có phạm vi thẩm quyền theo lãnh thổ đối với 28 tỉnh, thành phố Việt Nam, gồm: Hà Nội, Hải Phòng, Hòa Bình, Phú Thọ, Tuyên Quang, Hà Giang, Thái Nguyên, Cao Bằng, Bắc Kạn, Lào Cai, Yên Bái, Lạng Sơn, Sơn La, Lai Châu, Điện Biên, Vĩnh Phúc, Hưng Yên, Hải Dương, Bắc Ninh, Bắc Giang, Hà Nam, Quảng Ninh, Thái Bình, Nam Định, Ninh Bình, Thanh Hóa, Nghệ An và Hà Tĩnh.

## Lịch sử và tổ chức
Ngày 28 tháng 5 năm 2015, Viện kiểm sát nhân dân cấp cao được thành lập theo quyết định số 953/NQ-UBTVQH13 của Ủy ban thường vụ Quốc hội Việt Nam khóa 13. Bước đầu có ba Viện kiểm sát nhân dân cấp cao được thành lập tại Hà Nội, Thành phố Hồ Chí Minh, Đà Nẵng.
Ngày 1 tháng 7 năm 2015, Viện kiểm sát nhân dân cấp cao tại Hà Nội chính thức ra mắt với biên chế 210 người. Nhân sự chủ chốt từ Viện Phúc thẩm – Viện kiểm sát nhân dân tối cao.

## Lãnh đạo đương nhiệm
- Viện trưởng: Nguyễn Quang Thành (từ 15 tháng 5 năm 2017), nguyên Viện trưởng Viện kiểm sát nhân dân thành phố Hà Nội[3][4]
- Phó Viện trưởng: Phạm Quốc Khánh (từ 21 tháng 5 năm 2018),
- Phó Viện trưởng: Lê Tư Quỳnh (từ 8 tháng 6 năm 2015), Kiểm sát viên cao cấp, nguyên Phó Viện trưởng Viện Thực hành quyền công tố và kiểm sát xét xử phúc thẩm tại Hà Nội[5][6]
- Phó Viện trưởng: Lê Hồng Tuấn (từ 8 tháng 6 năm 2015), Kiểm sát viên cao cấp, nguyên Phó Viện trưởng Viện Thực hành quyền công tố và kiểm sát xét xử phúc thẩm tại Hà Nội[6]

## Lãnh đạo qua các thời kỳ

### Viện trưởng
- Nguyễn Huy Tiến (tháng 7 năm 2015 – 20 tháng 4 năm 2017)

### Phó viện trưởng
- Bùi Đình Tuyến (tháng 6 năm 2015-tháng 2 năm 2018)